# Giampaolo Bisanti
Giampaolo Bisanti (* 1972 in Mailand) ist ein italienischer Dirigent. Seit der Spielzeit 2022/2023 ist er Musikdirektor der Opéra Royal de Wallonie in Lüttich.

## Leben und Werdegang
Bisanti wurde in Mailand geboren. Dort studierte er am Conservatorio Giuseppe Verdi Dirigieren, Klavier, Klarinette sowie Komposition. Sein Schwerpunkt liegt auf der italienischen Oper.
Er war als Gastdirigent an vielen italienischen Opernhäusern tätig, zum Beispiel am Teatro Regio in Turin, dem Teatro La Fenice in Venedig, Teatro Petruzzelli in Bari, Teatro Carlo Felice (Genua), Teatro Lirico di Cagliari, Teatro Verdi in Triest oder Teatro Massimo in Palermo. Auch an deutschen Bühnen hat er gastiert: Deutsche Oper Berlin, Semperoper Dresden, Bayerische Staatsoper München. Weiterhin trat er in der Royal Opera (Stockholm), im Opernhaus Zürich, in der Staatsoper Wien und im Gran Teatre del Liceu (Barcelona) auf.
Er hat als Diriegent an diversen Festivals teilgenommen, zum Beispiel am Festival de Peralada und die Chorégies d’Orange.
Er war Chefdirigent der Fondazione Petruzzelli in Bari. Zu weiteren Engagements zählen unter anderem sein Debüt an der Mailänder Scala mit Adriana Lecouvreur, die Saisoneröffnung der Seattle Opera mit L’elisir d’amore, Macbeth in Wien, Aida in Berlin, La Gioconda in Verona, Tosca in Chicago, Aida bei der Opera Australia in Sydney sowie Anna Bolena in Bilbao.

## Videos und Einspielungen
- Symphony Orchestra and Chorus of the Gran Teatre del Liceu, Ludovic Tézier & Giampaolo Bisanti[10] (2025)
- Orchestra of the Teatro Comunale di Bologna, Giampaolo Bisanti & Roberto Alagna, Gluck – Orphee & Eurydice (Bel Air Classique)[10] (2009)
- Rossini, Giampaolo Bisanti, Vittorio Borrelli – Il Barbiere di Siviglia (CD, Album, DVD, DVD-Video, PAL, DVD-ROM, Box Set, Ltd)[11]
- Giampaolo Bisanti / Olaf Stief – Riccardo Cuor Di Leopardo / Nozze Nel Bosco (Ein Vogel Wollte Hochzeit Machen)[11]

## Auszeichnungen
- Preisträger des Mitropoulos-Wettbewerbs in Athen[3]
- Gewinner des Wettbewerbs Franco Capuana in Spoleto[12]
- Gewinner des Wettbewerbs Ferencsik János in Budapest[12]